# Calcio in Svezia
Il calcio in Svezia è praticato da più di 240 000 giocatori tesserati - di cui 56 000 sono donne - ai quali vanno aggiunti altri 240 000 praticanti a livello giovanile. Nel paese ci sono circa 3 200 club in attività. Il calcio iniziò a diffondesi in Svezia negli anni 1870, il primo campionato si disputò nel 1896 e nel 1904 nacque la Federazione calcistica della Svezia. Le nazionali, sia quella maschile che quella femminile, hanno ottenuto, nel corso della loro storia, risultati di vertice a livello mondiale.

## Storia

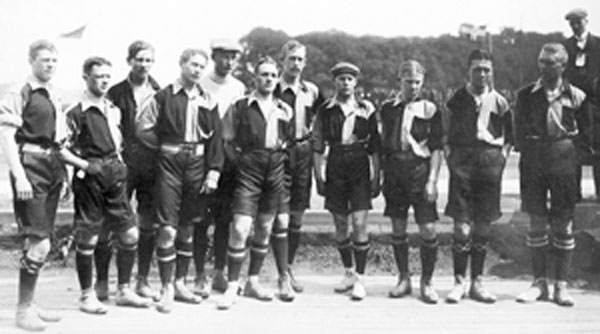
La nazionale maschile della Svezia nel 1908.

Il calcio, così come molti altri sport, arrivò in Svezia intorno al 1870 ed inizialmente fu praticato soltanto dalle squadre di ginnastica. Gli svedesi si ispirarono all'Inghilterra e alla Scozia sia per il modo di giocare sia per il regolamento che fu redatto per la prima volta nel 1885 da tutti i club attivi a Göteborg, Stoccolma e Visby.
La prima associazione per amministrare un campionato fu la Svenska Idrottsförbundet, fondata nel 1895 a Göteborg, la città che in quel momento era il polo del calcio svedese. Nel 1896 fu istituita la Svenska Mästerskapet, che era una competizione per assegnare il titolo di Campioni di Svezia ai vincitori. Il torneo fu disputato fino al 1925; l'anno dopo fu sostituito dalla Allsvenskan, l'attuale campionato di massima serie.

## I campionati
Il campionato svedese di calcio è suddiviso in 10 livelli. L'Allsvenskan è il massimo livello professionistico, seguito dalla Superettan. Successivamente c'è il terzo livello, la Ettan, precedentemente nota come Division 1, che si divide a sua volta in Ettan Norra ed Ettan Södra. Al quarto livello c'è la Division 2, suddivisa in sei campionati regionali; lo stesso discorso vale per la Division 3 che è però suddivisa in dodici campionati regionali. Dal sesto al decimo ed ultimo livello i campionati sono considerati dilettantistici e pertanto sono organizzati dalle associazioni locali e/o provinciali.
Questo sistema è stato introdotto nel 2006: l'unica differenza rispetto a quello precedente è l'istituzione della Division 1, che prima non c'era (anche se tra il 1987 e il 1999 questa denominazione indicava la seconda serie nazionale).

## Le coppe nazionali ed internazionali
La coppa nazionale Svenska Cupen vede la partecipazione delle 30 squadre di Allsvenskan e Superettan più 60 squadre degli altri campionati professionistici per un totale di 98 squadre. Le 60 squadre provenienti dai campionati minori sono scelte in base al numero di calciatori professionisti presenti nella stessa zona di una squadra.
Dal 2004 al 2007, le prime quattro squadre dell'Allsvenskan disputavano la Royal League, un torneo di dodici squadre provenienti da Svezia, Norvegia e Danimarca. I vincitori del torneo erano dichiarati Campioni Scandinavi. Tuttavia, il torneo fu soppresso, come detto poco prima, nel 2007.

## Le nazionali
La Nazionale di calcio della Svezia ha giocato la sua prima partita internazionale nel 1908 contro la Norvegia vincendo per 11-3. La squadra si qualificò al secondo posto ai mondiali del 1958, ottenne due terzi posti in quelli del 1950 e del 1994 e una vittoria nei Giochi della XIV Olimpiade del 1948.
La Nazionale di calcio femminile della Svezia in passato è stata a lungo leader del calcio internazionale femminile. Ha vinto il Campionato europeo femminile di calcio non ufficiale del 1984 e il Campionato mondiale femminile di calcio 2003.

## Campioni di Svezia
L'attuale titolo di Campioni di Svezia viene assegnato ai vincitori della Allsvenskan. Il titolo lo si assegna dal 1896. I 105 campionati disputati in totale sono stati vinti da 18 squadre diverse. Queste le squadre che ne hanno vinti di più:
- Malmö FF (20 titoli)
- IFK Göteborg (18 titoli)
- IFK Norrköping (13 titoli)

## Competizioni europee
Saranno riportate soltanto le squadre che hanno superato la fase eliminatoria.

### UEFA Champions League
Le seguenti squadre hanno superato la fase eliminatoria in UEFA Champions League.
- Finale: Malmö FF (1978-1979)
- Quarti di finale: IFK Göteborg (1994-1995)
- Fase a gironi*: IFK Göteborg (1992-1993, 1996-1997, 1997-1998)
- Fase a gironi: AIK (1999-2000), Helsingborgs IF (2000-2001)

(*) La fase a gironi si svolgeva dopo gli ottavi di finale in queste edizioni.

### Coppa UEFA/Europa League
Le seguenti squadre hanno superato la fase eliminatoria in UEFA Europa League.
- Vincitore: IFK Göteborg (1981-1982, 1986-1987)
- Trentaduesimi di finale: Helsingborgs IF (2007-2008)